# 藤村正哉
藤村 正哉(ふじむら まさや、1925年11月4日 - 2014年3月16日）は、日本の経営者。三菱マテリアル社長、会長を務めた。福岡県出身。

## 経歴
1948年に東京大学法学部を卒業し、同年に三菱鉱業に入社。1980年6月に取締役に就任し、1983年6月に常務、1985年6月に副社長を経て、1986年6月に社長に就任。1990年12月に三菱マテリアル社長に就任し、1994年6月に副会長、1995年6月に会長を経て、1999年6月には相談役に就任。
1997年11月に勲一等瑞宝章を受章した。
2014年3月16日、心筋梗塞のために死去。88歳没。